# Ginnastica ai Giochi della XV Olimpiade - Attrezzi a squadre femminile
La competizione degli attrezzi a squadre femminile di Ginnastica artistica dei Giochi della XV Olimpiade si è svolta al Töölö Sports Hall di Helsinki dal 22 al 23 luglio 1952.
Questa prova si è tenuta solo alle Olimpiadi del 1952 e del 1956, era un'esibizione a squadre con attrezzi mobili (palla, cerchio, clave ecc) un'antenata della moderna ginnastica ritmica.

## Risultati
| Pos. | Nazione          | Atleti | Punti Totali |
| ---- | ---------------- | --- | ------------ |
| 1    | Svezia           | Karin Lindberg, Gun Röring, Evy Berggren, Göta Pettersson, Ann-Sofi Pettersson, Ingrid Sandahl, Hjördis Nordin, Vanja Blomberg                                        | 74,20        |
| 2    | Unione Sovietica | Marija Gorochovskaja, Nina Bočarova, Galina Minaičeva, Galina Urbanovič, Pelageja Danilova, Galina Šamraj, Medea Jugeli, Ekaterina Kalinčuk                           | 73,00        |
| 3    | Ungheria         | Margit Korondi, Ágnes Keleti, Edit Weckinger-Perényi, Olga Tass-Lemhényi, Erzsébet Gulyás-Köteles, Mária Kövi-Zalai, Andrea Bodó-Molnár, Irén Karcsis-Daruházi        | 71,60        |
| 4    | Germania         | Irma Walther, Hanna Grages, Elisabeth Ostermeyer, Wolfgard Voß, Inge Sedlmaier, Lydia Zeitlhofer, Brigitte Kiesler, Hilde Koop                                        | 71,20        |
| 5    | Finlandia        | Raili Tuominen-Hämäläinen, Vappu Salonen, Arja Lehtinen, Raili Hoviniemi, Pirkko Vilppunen, Maila Nisula, Pirkko Pyykönen, Raija Simola                               | 70,60        |
| 6    | Cecoslovacchia   | Eva Bosáková-Věchtová, Alena Chadimová, Jana Rabasová, Božena Srncová, Hana Bobková, Matylda Matoušková-Šínová, Věra Vančurová, Alena Reichová                        | 70,00        |
| 6    | Paesi Bassi      | Helena Gerrietsen, Huiberdina Krul-van der Nolk van Gogh, Johanna Hendrika Ros, Tootje Selbach, Jacoba van Kampen-Tonneman, Jo Cox-Ladru, Toetie Selbach, Nanny Simon | 70,00        |
| 8    | Jugoslavia       | Sonja Rožman, Tanja Žutić, Anka Drinić, Nada Spasić, Milica Rožman, Ada Smolnikar, Marija Ivandekić, Tereza Kočiš                                                     | 69,20        |
| 9    | Austria          | Ida Kadlec, Gertrude Fesl, Gertrude Gollner-Kolar, Hedwig Traindl, Gertrude Winnige-Barosch, Gertrude Gries, Edeltraud Schramm, Hildegard Grill                       | 68,40        |
| 10   | Italia           | Lidia Pitteri, Miranda Cicognani, Licia Macchini, Liliana Scaricabarozzi, Grazia Bozzo, Luciana Reali, Elisabetta Durelli, Renata Bianchi                             | 68,20        |
| 11   | Francia          | Ginette Durand, Irène Pittelioen, Alexandra Lemoine, Madeleine Jouffroy, Liliane Montagne, Colette Hué, Colette Fanara, Jeanette Vogelbacher                          | 67,80        |
| 12   | Bulgaria         | Tsvetanka Stancheva, Ivanka Dolzheva, Saltirka Spasova-Tarpova, Vasilka Stancheva, Rayna Grigorova, Yordanka Yovkova, Stoyanka Angelova, Penka Prisadashka            | 66,80        |
| 12   | Romania          | Stela Perin, Olga Göllner, Ileana Gyarfaş, Olga Munteanu, Helga Bîrsan, Eveline Slavici, Elisabeta Abrudeanu, Teofila Băiaşu                                          | 66,80        |
| 14   | Polonia          | Stefania Świerzy, Stefania Reindl, Helena Rakoczy, Zofia Kowalczyk, Honorata Marcińczak, Barbara Wilk-Ślizowska, Dorota Horzonek-Jokiel, Urszula Łukomska             | 64,20        |
| 15   | Gran Bretagna    | Gwynedd Lewis-Lingard, Mary Patricia Hirst, Cissy Davies, Margo Morgan, Margaret Thomas-Neale, Irene Hirst, Valerie Mullins, Marjorie Raistrick-Carter                | 63,00        |
| 16   | Stati Uniti      | Marian Barone, Ruth Grulkowski, Clara Schroth-Lomady, Ruth Topalian, Dorothy Dalton, Marie Hoesly, Meta Elste, Doris Kirkman                                          | 61,60        |